# Karl Hammerdörfer
Karl Hammerdörfer (geboren 1758 in Leipzig; gestorben am 17. April 1794 in Jena) war ein deutscher Schriftsteller und Übersetzer.

## Leben
Über die Lebensumstände Hammerdörfers ist nur sehr wenig bekannt. Er studierte in Leipzig und lebte dort als freier Schriftsteller bis 1787, als er zum außerordentlichen Professor der Philosophie an der Universität Jena berufen wurde. Er wurde jedoch nie in sein Amt eingeführt und hielt auch niemals Vorlesungen dort. Die Gründe dafür sind unbekannt. Um seinen Lebensunterhalt zu verdienen, verfasste er weiterhin zahlreiche Romane, historische und geografische Schriften, lebte dabei in bitterer Armut und starb gänzlich mittellos 1794.
Er wurde wegen unzureichenden und ungenauen Umgangs mit Fakten und Quellen kritisiert, man erkannte aber an, dass die erzwungen hohe schriftstellerische Produktion ihn zu mancher Flüchtigkeit gezwungen haben mochte, zudem, dass seine Schreibweise flüssig und unterhaltsam sei, weshalb einige seiner Werke auch übersetzt wurden, so sein Leben Friedrichs des Großen 1787 ins Französische und Schwedische. Hammerdörfer übersetzte auch aus dem Französischen und Russischen, außerdem arbeitete er bei der Allgemeinen politischen Zeitung mit.

## Werke
- Juliens und Karls gesammelte Briefe. Eine wahrhafte Geschichte. 1780, Digitalisat.
- Fragmente zur Philosophie des 18. Jahrhunderts. 1782, Digitalisat.
- Mit Gottfried Traugott Kosche: Geographisch-historisches Lesebuch zum Nutzen der Jugend. 5 Bde. Leipzig 1784–1788.
  - 1: Europa. West- und Süd-Europa. 1784, Digitalisat.
  - 2:  Europa. Nord- und Ost-Europa. 2 Teile. 1785, Teil 1, 2.
  - 3: Asia. 1786, Digitalisat.
  - 4: Afrika. 1787, Digitalisat.
  - 5: Amerika. 2 Teile. 1788, Teil 1 (Nord-Amerika), 2 (Süd-Amerika).
- Beiträge zur inneren Kenntnis und Geschichte von Sachsen. 1785, Digitalisat.
- Leben Friedrichs des Großen. 1786, Digitalisat.
- Leitfaden der allgemeinen Weltgeschichte oder die vornehmsten Weltbegebenheiten nach der Zeitfolge geordnet und zum Gebrauch für Lehrer und Lernende eingerichtet. 1786, Digitalisat.
- Vier kleine philosophische Aufsätze. 1787.
- Holländische Denkwürdigkeiten oder ausführliche Geschichte der gegenwärtigen Unruhen in den Vereinigten Niederlanden. 1788, Digitalisat.
- Geschichte und gegenwärtiger Zustand des rußischen Handels. 1789, Digitalisat.
- Geschichte der Ukrainischen und Saporogischen Kasaken. 1789, Digitalisat.
- Grundzüge der allgemeinen Weltgeschichte. 1789, Digitalisat.
- Allgemeine Weltgeschichte von den ältesten bis auf die neuesten Zeiten. Ein Lesebuch, auch für Nichtgelehrte. 4 Bde. 1789–1791, Bd. 1, 2, 3, 4.
- An Josephs Grabe. Ein Stein zu seinem künftigen Denkmale. 1790.
- Die Liebe. Eine Briefsammlung. Roman. 2 Bde. 1791.
- Die Familie Wendelheim, eine Geschichte aus unsern Tagen. 1792, Digitalisat.
- Timon der Zweyte, Leben und Meynungen eines wohlwollenden Menschenfeindes. 1792.
- Geschichte Polens von den ältesten Zeiten bis zur Revolution im Jahre 1791. 2 Bde. 1792 u.1794, Bd. 1.
- Neuer sächsischer Robinson. Roman. Reihe Sammlung der vorzüglichsten Robinsons. 1793, Digitalisat.
- Geographie und Statistik der ganzen österreichischen Monarchie. 1793.
- Geschichte der Lutherischen Reformation und des deutschen Krieges. 1793.
- Karl Rosen und Wilhelmine Wagner. Eine deutsche Familiengeschichte des 18. Jahrhunderts. 1794.

Herausgeber
- Gallerie von Menschenhandlungen. Ein Wochenblatt zur Beförderung der Menschen- und Sittenkenntniß. Leipzig 1787
- Mit Johann Ernst Fabri: Historische und geographische Monatsschrift. Halle u. a. 1788, ZDB-ID 2485239-9, Digitalisat.

Übersetzung
- Jean-Marie-Jérôme Fleuriot de Langle: Figaro's Reise nach und in Spanien. 1785, Digitalisat.
- Jacques Cambry, Jean-Aimé Delacoste: Briefe eines aufmerksamen Beobachters über England. [=Voyage philosophique de l'Angleterre] 1788, Digitalisat.